# Eduard Nyáry
Eduard Nyáry (ur. ok. 1830, zm. 4 września 1863) – major, hrabia, z pochodzenia Węgier.

## Życiorys
W dzieciństwie uczeń Akademii Wojskowej w Wiedniu. Około 17 roku życia został oficerem, przydzielono go do pułku Huzarów stacjonującego w Żółkwi. Uczestnik Wiosny Ludów. Walczył w powstaniu węgierskim w latach 1848–1849 pod sztandarami generała Józefa Bema. Uczestniczył w wojnie krymskiej, gdzie za waleczność otrzymał odznaczenia i stopień majora. Następnie przez rok pełnił obowiązki przy budowie kolei. W latach 1860–1861 we Włoszech uczestniczył w wyprawie tysiąca Giuseppe Garibaldiego. Później powrócił do Turcji, gdzie pracował w służbie rządowej przy budowie kolei i przy naprawie twierdz do roku 1862. 15 lutego 1863 roku, Garibaldi w trakcie powstania styczniowego zwrócił się do społeczeństw Europy z głośnym apelem Nie opuszczajcie Polski. Najprawdopodobniej za tym apelem wiosną 1863 roku Eduard Nyáry znalazł się na ziemiach polskich. Podczas bitwy pod Kobylanką zastąpił na krótko gen. Aleksandra Waligórskiego dowodząc jednym z natarć. Wziął udział w wyprawie na Radziwiłłów (zakończonej niepowodzeniem 2 lipca 1863). Na początku września przyłączył się do partii Marcina Lelewela Borelowskiego. W swojej działalności powstańczej odznaczał się niepospolitymi zdolnościami i nadzwyczajną odwagą.
W czasie zwycięskiej bitwy pod Panasówką 3 września 1863 został ciężko ranny w brzuch. Zmarł w Zwierzyńcu w karczmie zaadaptowanej na lazaret w wieku 34 lat. Został pochowany w oddzielnej mogile, na cmentarzu powstańczym w Zwierzyńcu (przy dzisiejszej ul. Biłgorajskiej).
Był kalwinem, na pół godziny przed śmiercią, przy zupełnej przytomności umysłu przeszedł na wiarę rzymskokatolicką. Uzasadnił to tym, że chce umrzeć w tej wierze, którą wyznają jego towarzysze broni i w obronie której oddał swoje życie. Konał ze słowami na ustach: Eljen! Niech żyje Polska!
Był stryjem barona Alberta Nyáry'ego, prezesa Węgierskiego Towarzystwa im. Adama Mickiewicza.

## Upamiętnienie
W 130 rocznicę bitwy pod Panasówką przy udziale władz państwowych i ambasadora Węgier Akosa Engelmayera, 25 września 1992 roku w Zwierzyńcu na grobie majora Eduarda Nyáry'ego został odsłonięty pomnik, tzw. kopijnik – rzeźba wykonana w całości z drewna. W 2022 roku w 159. rocznicę bitwy pod Panasówką pomnik ten został odnowiony.